# Municipio de Escobedo
El municipio de Escobedo es uno de los 38 municipios que conforman al estado mexicano de Coahuila de Zaragoza. Se constituyó como municipio en 1905 y su cabecera es la villa de Escobedo.

## Historia

### Elecciones de julio de 2013
Jesús María Rangel Maldonado resultó ser el ganador de las votaciones para alcalde del 7 de julio de 2013. El 12 de agosto de 2013, junto con su esposa Dora García, murió en un accidente carretero.[cita requerida]
Así que, a petición del PRI, el pleno del Congreso del Estado designó a José Martínez Arriaga como presidente municipal sustituto de Escobedo para el período 2014-2017.[cita requerida]

## Geografía
El municipio abarca una superficie de 1025,78 km². Colinda al norte y al este con el municipio de Progreso, al sur con Abasolo y al oeste con San Buenaventura.

## Demografía
De acuerdo al último censo, realizado por el INEGI en 2010, el municipio tiene una población de 2901 habitantes, de los cuales aproximadamente el 18% se encuentran en la cabecera municipal. Cuenta con una densidad de población aproximada de 3 habitantes por kilómetro cuadrado.

### Localidades
En el Censo de 2020 el municipio de Escobedo contaba con 19 localidades.
| Código INEGI      | Localidad         | Población (2020) |
| ----------------- | ----------------- | ---------------- |
| 050080009         | Primero de Mayo   | 1 766            |
| 050080001         | Escobedo          | 541              |
| 050080008         | Obayos            | 351              |
| Otras localidades | Otras localidades | 389              |
| Total municipal   | Total municipal   | 3 047            |